# Gyula Bóbis
Gyula Bóbis (* 7. Oktober 1909 in Kecskemét; † 24. Januar 1972 in Budapest) war ein ungarischer Ringer. Er war Olympiasieger 1948 in London.

## Werdegang
Gyula Bóbis wuchs in Kecskemét auf und begann dort 1919 beim Sportverein Kecskeméti TE mit dem Ringen. Er entwickelte sich im Laufe der Zeit zu einem hervorragenden Halbschwer- bzw. Schwergewichtler, der beide Stilarten, griechisch-römisch und Freistilringen, hervorragend beherrschte. 1934 wurde er erstmals ungarischer Meister im griechisch-römischen Stil im Halbschwergewicht.
Seinen ersten Einsatz bei einer internationalen Meisterschaft absolvierte Gyula bei den Olympischen Spielen 1936 in Berlin im griechisch-römischen Stil im Halbschwergewicht. Er war schon 27 Jahre alt und musste trotzdem Lehrgeld bezahlen, denn er verlor beide Kämpfe, die er bestritt und landete auf dem 10. Platz. Auch bei der Europameisterschaft 1937 in Paris im griechisch-römischen Stil verlor Gyula, diesmal im Schwergewicht ringend, seine beiden Kämpfe und kam unter 9 Teilnehmern nur auf den 8. Platz. Bei der Europameisterschaft des gleichen Jahres in München im freien Stil landete er mit dem 3. Platz und dem Gewinn der Bronzemedaille seinen ersten Erfolg bei einer internationalen Meisterschaft.
Eine Bronzemedaille gewann Gyula auch bei der Europameisterschaft 1939 in Oslo, nachdem die ungarische Mannschaft bei der Europameisterschaft 1938 in Tallinn nicht am Start war. In Oslo gelang ihm dabei ein Punktsieg über den Europameister von 1938 Johannes Kotkas aus Estland. Da er aber anschließend gegen John Nyman aus Schweden und gegen Mehmet Çoban aus der Türkei unterlag, wurde Kotkas trotzdem noch Europameister.
Nach dieser Meisterschaft kam für Gyula, wie für alle Ringer Europas, eine Pause von 7 Jahren, bis er wieder bei einer internationalen Meisterschaft starten konnte. Er war schon 1946 bei der ersten internationalen Meisterschaft nach dem Zweiten Weltkrieg in Stockholm wieder dabei und kam im Halbschwergewicht im freien Stil auf den 4. Platz.
Bei den Olympischen Spielen 1948 in London feierte Gyula als 39-Jähriger den größten Erfolg seiner Laufbahn. Mit vier Siegen gewann er die Goldmedaille und besiegte dabei auch den schwedischen Favoriten Bertil Antonsson.
Danach setzte sich Gyula keineswegs zur Ruhe, sondern startete auch noch zwei Jahre später bei der Weltmeisterschaft 1950 in Stockholm und wurde dort Vizeweltmeister. In der „Höhle des Löwen“ musste er dabei eine Punktniederlage gegen Bertil Antonsson einstecken.

## Internationale Erfolge
Hier die Ergebnisse der internationalen Meisterschaften, an denen Gyula Bóbis teilnahm:
(OS = Olympische Spiele, WM = Weltmeisterschaft, EM = Europameisterschaft, GR = griechisch-römischer Stil, F = freier Stil, Hs = Halbschwergewicht, S = Schwergewicht, damals bis 87 kg bzw. über 87 kg Körpergewicht)
- 1934, 2. Platz, Intern. Tschechische Meisterschaft in Prostějov, GR, Hs, hinter Hubert Prokop u. vor Pelikan, bde. Tschechoslowakei;
- 1936, 10. Platz, OS in Berlin, GR, Hs, nach Niederlagen gegen Mustafa Çakmak, Türkei und Edvīns Bietags, Lettland;
- 1937, 8. Platz, EM in Paris, GR, S, nach Niederlagen gegen Kristjan Palusalu, Estland und Josef Klapuch, Tschechoslowakei;
- 1937, 3. Platz, EM in München, F, S, mit einem Sieg über Nils Åkerlindh, Schweden und Niederlagen gegen Willy Lardon, Schweiz und Kurt Hornfischer, Deutschland;
- 1939, 3. Platz, EM in Oslo, GR, S, mit Siegen über Hjalmar Nyström, Finnland und Johannes Kotkas, Estland und Niederlagen gegen John Nyman, Schweden und Mehmet Çoban, Türkei;
- 1946, 4. Platz, EM in Stockholm, F, Hs, mit Siegen über Henry Buri, Belgien, Paavo Sepponen, Finnland und Niederlagen gegen Bengt Fahlkvist, Schweden, Muharrem Candaş, Türkei und Fritz Stöckli, Schweiz;
- 1948, Goldmedaille, OS in London, F, S, mit Siegen über James Armstrong, Australien, Willy Lardon,  Josef Růžička, Tschechoslowakei und Bertil Antonsson, Schweden;
- 1950, 2. Platz, WM in Stockholm, GR, S, mit Siegen über Pauli Riihimäki, Finnland und Olaf Knutsen, Norwegen und einer Niederlage gegen Bertil Antonsson

## Ungarische Meisterschaften
Gyula Bóbis wurde ungarischer Meister im griechisch-römischen Stil 1934 und 1942 im Halbschwergewicht und 1935, 1938, 1939, 1940, 1946, 1947, 1948 und 1950 im Schwergewicht und 1937 im Halbschwergewicht und 1935, 1936, 1937, 1938, 1939, 1940, 1946, 1947, 1948, 1949 und 1950 im Schwergewicht im freien Stil.